# Cesarstwo Niemieckie na Letnich Igrzyskach Olimpijskich 1912
Był to piąty start reprezentacji II Rzeszy Niemieckiej. Na igrzyskach w wystartowało 185 zawodników z tej reprezentacji, w tym 5 kobiet. Najmłodszym zawodnikiem była Grete Rosenberg, która miała 15 lat i 274 dni. Najstarszym zawodnikiem był Carl Pauen, który miał 53 lata i 91 dni. II Rzesza zdobyła 25 medali, dzięki czemu uplasowała się na szóstym miejscu. Zdobyli na tych igrzyskach dwa razy więcej medali niż w Londynie.

## Zdobyte medale
| Medal  | Zawodnik | Dyscyplina    | Konkurencja                             | Rezultat                                                                      |
| ------ | --- | ------------- | --------------------------------------- | ----------------------------------------------------------------------------- |
| Złoto  | Walter Bathe | Pływanie      | 200 metrów stylem klasycznym            | 3:01,8 min                                                                    |
| Złoto  | Walter Bathe | Pływanie      | 400 metrów stylem klasycznym            | 6:29,6 min                                                                    |
| Złoto  | Paul Günther | Skoki do wody | Trampolina 3 m                          | 79,23 pkt                                                                     |
| Złoto  | Dorothea Köring, Heinrich Schomburgk                                                                                                | Tenis         | Pary mieszane                           | w finale pokonali duet szwedzki Sigrid Fick, Gunnar Setterwall 2:0 (6:4, 6:0) |
| Złoto  | Albert Arnheiter, Hermann Wilker, Rudolf Fickeisen, Otto Fickeisen                                                                  | Wioślarstwo   | Czwórka ze sternikiem                   | 6:59,4 min                                                                    |
| Srebro | Friedrich von Rochow | Jeździectwo   | WKKW indywidualnie                      | 46,42 pkt                                                                     |
| Srebro | Friedrich von Rochow, Richard von Schaesberg, Eduard von Lütcken, Carl von Moers                                                    | Jeździectwo   | WKKW drużynowo                          | 138,48 pkt                                                                    |
| Srebro | Rabod von Kröcher | Jeździectwo   | Skoki indywidualnie                     | 186,53 pkt                                                                    |
| Srebro | Hanns Braun | Lekkoatletyka | Bieg na 400 m                           | 48,3 s                                                                        |
| Srebro | Hans Liesche | Lekkoatletyka | Skok wzwyż                              | 1,91 m                                                                        |
| Srebro | Otto Fahr | Pływanie      | 100 m grzbietem                         | 1:22,4 min                                                                    |
| Srebro | Wilhelm Lutzow | Pływanie      | 200 m klasycznym                        | 3:05,0 min                                                                    |
| Srebro | Waltraud Dressel, Louise Otto, Hermine Stindt, Grete Rosenberg                                                                      | Pływanie      | sztafeta 4 × 100 metrów dowolnym        | 6:04,6 min                                                                    |
| Srebro | Hans Luber | Skoki do wody | Trampolina 3 m                          | 76,78 pkt                                                                     |
| Srebro | Albert Zürner | Skoki do wody | Wieża 5 i 10 m – skoki proste i złożone | 72,60 pkt                                                                     |
| Srebro | Alfred Goeldel-Bronikoven | Strzelectwo   | Trap indywidualnie                      | 94 pkt                                                                        |
| Srebro | Dorothea Köring | Tenis         | Singiel Kobiety                         | w finale uległa Marguerite Broquedis 1:2 (6:4, 3:6, 4:6)                      |
| Srebro | Georg Gerstäcker | Zapasy        | Waga piórkowa                           | w walce o złoty medal uległ Kaarlo Koskelo                                    |
| Brąz   | Sigismund Freyer, Wilhelm von Hohenau, Ernst Deloch, Fryderyk Karol Pruski                                                          | Jeździectwo   | Skoki drużynowo                         | 530 pkt                                                                       |
| Brąz   | Paul Kellner | Pływanie      | 100 m grzbietem                         | 1:24,0 min                                                                    |
| Brąz   | Kurt Malisch | Pływanie      | 200 m klasycznym                        | 3:08,0 min                                                                    |
| Brąz   | Kurt Behrens | Skoki do wody | Trampolina 3 m                          | 73,73 pkt                                                                     |
| Brąz   | Alfred Goeldel-Bronikoven, Erland Koch, Albert Preuß, Erich von Bernstorff-Gyldensteen, Franz von Zedlitz und Leipe                 | Strzelectwo   | Runda „Clay Pigeons” drużynowo          | 510 pkt                                                                       |
| Brąz   | Oscar Kreuzer | Tenis         | Gra pojedyncza na zewnątrz              | w meczu o brązowy medal pokonał Ladislava Žemla 1:3 (6:2, 3:6, 6:3, 6:1)      |
| Brąz   | Otto Liebing, Max Bröske, Max Vetter, Willi Bartholomae, Fritz Bartholomae, Werner Dehn, Rudolf Reichelt, Hans Matthiae, Kurt Runge | Wioślarstwo   | Ósemka                                  | 6:18,6 min                                                                    |

## Skład kadry

### Gimnastyka
| Zawodnik | Konkurencja                          | Finał | Finał   |
| Zawodnik | Konkurencja                          | Wynik | Miejsce |
| --- | ------------------------------------ | ----- | ------- |
| Wilhelm Brülle, Erwin Buder, Walter Engelmann, Arno Glockauer, Walther Jesinghaus, Karl Jordan, Rudolf Körner, Heinrich Pahner, Kurt Reichenbach, Johannes Reuschle, Carl Richter, Hans Roth, Adolf Seebass, Eberhard Sorge, Alexander Sperling, Alfred Staats, Hans Werner, Erich Worm | wielobój drużynowy                   | 162,0 | 5.      |
| Wilhelm Brülle, Erwin Buder, Walter Engelmann, Arno Glockauer, Walther Jesinghaus, Karl Jordan, Rudolf Körner, Heinrich Pahner, Kurt Reichenbach, Johannes Reuschle, Carl Richter, Hans Roth, Adolf Seebass, Eberhard Sorge, Alexander Sperling, Alfred Staats, Hans Werner, Erich Worm | wielobój drużynowo w systemie wolnym | 84,25 | 4.      |

### Jeździectwo
| Konkurencja              | Zawodnik                | Koń      | Finał | Finał |
| Konkurencja              | Zawodnik                | Koń      | Wynik | Poz.  |
| ------------------------ | ----------------------- | -------- | ----- | ----- |
| Ujeżdżenie indywidualnie | Friedrich von Oesterley | Condor   | 36    | 4.    |
| Ujeżdżenie indywidualnie | Felix Bürkner           | King     | 51    | 7.    |
| Ujeżdżenie indywidualnie | Andreas von Flotow      | Senta    | 77    | 11.   |
| Ujeżdżenie indywidualnie | Carl von Moers          | New Bank | 83    | 12.   |

| Konkurencja         | Zawodnik                                                                      | Koń         | Finał        | Finał          | Finał   |
| Konkurencja         | Zawodnik                                                                      | Koń         | Punkty karne | Zdobyte punkty | Miejsce |
| ------------------- | ----------------------------------------------------------------------------- | ----------- | ------------ | -------------- | ------- |
| Skoki indywidualnie | Rabod von Kröcher                                                             | Dohna       | 4            | 186            | srebro  |
| Skoki indywidualnie | Sigismund Freyer                                                              | Ultimus     | 7            | 183            | 5.      |
| Skoki indywidualnie | Wilhelm von Hohenau                                                           | Pretty Girl | 9            | 181            | 6.      |
| Skoki indywidualnie | Ernst Deloch                                                                  | Hubertus    | 10           | 180            | 9.      |
| Skoki indywidualnie | Friedrich von Grote                                                           | Polyphem    | 16           | 174            | 18.     |
| Skoki indywidualnie | Fryderyk Hohenzollern                                                         | Gibson Boy  | 16           | 174            | 18.     |
| Skoki drużynowo     | Sigismund Freyer Wilhelm von Hohenau Ernst Deloch Fryderyk Karol Hohenzollern | jak wyżej   | –            | 530            | brąz    |

| Konkurencja        | Zawodnik                                                                      | Koń       | Próba jeździecka    | Próba terenowa      | Bieg z przeszkodami | Skoki               | Ujeżdżenie          | Razem  | Pozycja |
| ------------------ | ----------------------------------------------------------------------------- | --------- | ------------------- | ------------------- | ------------------- | ------------------- | ------------------- | ------ | ------- |
| WKKW indywidualnie | Friedrich von Rochow                                                          | Idealist  | 10,00               | 10,00               | 10,00               | 9,53                | 6,89                | 46,42  | srebro  |
| WKKW indywidualnie | Richard von Schaesberg                                                        | Grundsee  | 10,00               | 10,00               | 10,00               | 9,40                | 6,76                | 46,16  | 5.      |
| WKKW indywidualnie | Eduard von Lütcken                                                            | Blue Boy  | 10,00               | 10,00               | 10,00               | 9,27                | 6,63                | 45,90  | 8.      |
| WKKW indywidualnie | Carl von Moers                                                                | May-Queen | 10,00               | 10,00               | 8,20                | 8,67                | 7,56                | 44,13  | 15.     |
| WKKW drużynowo     | Friedrich von Rochow Richard von Schaesberg Eduard von Lütcken Carl von Moers | jak wyżej | punktacja jak wyżej | punktacja jak wyżej | punktacja jak wyżej | punktacja jak wyżej | punktacja jak wyżej | 138,48 | srebro  |

### Kolarstwo

#### Kolarstwo szosowe
| Zawodnik                                                | Konkurencja                    | Czas       | Pozycja |
| ------------------------------------------------------- | ------------------------------ | ---------- | ------- |
| Rudolf Baier                                            | jazda indywidualna na czas (m) | 11:35:01,5 | 27.     |
| Franz Lemnitz                                           | jazda indywidualna na czas (m) | 11:34:32,2 | 26.     |
| Oswald Rathmann                                         | jazda indywidualna na czas (m) | 11:40:18,4 | 33.     |
| Georg Warsow                                            | jazda indywidualna na czas (m) | 11:45:24,0 | 36.     |
| Otto Männel                                             | jazda indywidualna na czas (m) | 11:53:27,4 | 44.     |
| Wilhelm Rabe                                            | jazda indywidualna na czas (m) | 12:06:55,8 | 55.     |
| Josef Rieder                                            | jazda indywidualna na czas (m) | 12:12:32,4 | 57.     |
| Martin Koch                                             | jazda indywidualna na czas (m) | 12:18:22,5 | 61.     |
| Robert Birker                                           | jazda indywidualna na czas (m) | 12:19:27,6 | 62.     |
| Hermann Smiel                                           | jazda indywidualna na czas (m) | 12:49:01,6 | 76.     |
| Carl Lüthje                                             | jazda indywidualna na czas (m) | 13:00:31,8 | 79.     |
| Franz Lemnitz Rudolf Baier Oswald Rathmann Georg Warsow | jazda drużynowa na czas (m)    | 46:35:16,1 | 6.      |

### Lekkoatletyka
Konkurencje biegowe
| Konkurencja                 | Zawodnik                                                  | Eliminacje         | Eliminacje         | Półfinał           | Półfinał           | Finał           | Finał           |
| Konkurencja                 | Zawodnik                                                  | Wynik              | Miejsce            | Wynik              | Miejsce            | Wynik           | Miejsce         |
| --------------------------- | --------------------------------------------------------- | ------------------ | ------------------ | ------------------ | ------------------ | --------------- | --------------- |
| 100 m                       | Richard Rau                                               | 11,5               | 1.                 | 10,9               | 2.                 | Nie awansował   | Nie awansował   |
| 100 m                       | Emil Ketterer                                             | Nie ukończył biegu | Nie ukończył biegu | Nie awansował      | Nie awansował      | Nie awansował   | Nie awansował   |
| 100 m                       | Erwin Kern                                                | b.d                | 2.                 | b.d                | 2.                 | Nie awansował   | Nie awansował   |
| 100 m                       | Max Herrmann                                              | b.d                | 3.                 | Nie awansował      | Nie awansował      | Nie awansował   | Nie awansował   |
| 200 m                       | Richard Rau                                               | 22,5               | 1.                 | 22,1               | 1.                 | 22,2            | 4.              |
| 200 m                       | Max Herrmann                                              | 22,9               | 1.                 | b.d                | 2.                 | Nie awansował   | Nie awansował   |
| 200 m                       | Heinrich Wenseler                                         | Nie ukończył biegu | Nie ukończył biegu | Nie awansował      | Nie awansował      | Nie awansował   | Nie awansował   |
| 400 m                       | Hanns Braun                                               | 50,6               | 1.                 | 49,2               | 1.                 | 48,3            | srebro          |
| 400 m                       | Max Herrmann                                              | b.d                | 3.                 | Nie awansował      | Nie awansował      | Nie awansował   | Nie awansował   |
| 400 m                       | Heinrich Burkowitz                                        | 51,7               | 3.                 | Nie awansował      | Nie awansował      | Nie awansował   | Nie awansował   |
| 400 m                       | Erich Lehmann                                             | b.d                | 3.                 | Nie awansował      | Nie awansował      | Nie awansował   | Nie awansował   |
| 400 m                       | Jacques Person                                            | 55,4               | 1.                 | Nie ukończył biegu | Nie ukończył biegu | Nie awansował   | Nie awansował   |
| 400 m                       | Heinrich Wenseler                                         | b.d                | 3.                 | Nie awansował      | Nie awansował      | Nie awansował   | Nie awansował   |
| 800 m                       | Richard Jahn                                              | 2:02,0             | 4.                 | Nie awansował      | Nie awansował      | Nie awansował   | Nie awansował   |
| 800 m                       | Julius Person                                             | b.d                | 3.                 | Nie awansował      | Nie awansował      | Nie awansował   | Nie awansował   |
| 800 m                       | Erich Lehmann                                             | b.d                | 3.                 | Nie awansował      | Nie awansował      | Nie awansował   | Nie awansował   |
| 800 m                       | Hanns Braun                                               | b.d                | 2.                 | 1:54,6             | 2.                 | 1:53,0          | 6.              |
| 1500 m                      | Georg Amberger                                            | 4:27,0             | 3.                 |                    |                    | Nie awansował   | Nie awansował   |
| 1500 m                      | Georg Mickler                                             | b.d                | 4.                 |                    |                    | Nie awansował   |                 |
| 1500 m                      | Erwin von Sigel                                           | 4:09,3             | 1.                 |                    |                    | b.d             | 9.              |
| 110 m przez płotki          | Hermann von Bönninghausen                                 | 17,0               | 2.                 | 16,0               | 3.                 | Nie awansował   | Nie awansował   |
| 5000 m                      | Gregor Vietz                                              | Nie ukończył biegu | Nie ukończył biegu |                    |                    | Nie awansował   | Nie awansował   |
| 10 000 m                    | Gregor Vietz                                              | Nie ukończył biegu | Nie ukończył biegu |                    |                    | Nie awansował   | Nie awansował   |
| sztafeta 4 × 100 m mężczyzn | Karl von Halt Max Herrmann Erwin Kern Richard Rau         | 43,6               | 1.                 | 42,3               | 1.                 | Dyskwalifikacja | Dyskwalifikacja |
| sztafeta 4 × 400 m mężczyzn | Hanns Braun Max Herrmann Hermann Burkowitz Erich Lehmann  | 3:28,5             | 2.                 |                    |                    | Nie awansowali  | Nie awansowali  |
| bieg 3000 m drużynowo       | Erwin von Sigel Georg Amberger Gregor Vietz Georg Mickler | 12 pkt             | 2.                 |                    |                    | Nie awansowali  | Nie awansowali  |
| bieg przełajowy             | Gregor Vietz                                              |                    |                    |                    |                    | 54:40,6         | 27.             |

Konkurencje techniczne
| Zawodnik        | Konkurencja    | Finał | Finał   |
| Zawodnik        | Konkurencja    | Wynik | Miejsce |
| --------------- | -------------- | ----- | ------- |
| Robert Pasemann | skok w dal     | 6,82  | 8.      |
| Otto Bäurle     | trójskok       | 13,52 | 14.     |
| Hans Liesche    | skok wzwyż     | 1,91  | srebro  |
| Otto Röhr       | skok wzwyż     | 1,75  | 13.     |
| Robert Pasemann | skok o tyczce  | 3,40  | 11.     |
| Karl von Halt   | pchnięcie kulą | 11,16 | 14.     |
| Paul Willführ   | pchnięcie kulą | 10,90 | 18.     |
| Josef Waitzer   | rzut dyskiem   | 38,44 | 16.     |
| Emil Welz       | rzut dyskiem   | 37,24 | 24.     |
| Paul Willführ   | rzut dyskiem   | b.d   | 41.     |
| Josef Waitzer   | rzut oszczepem | 43,71 | 19.     |
| Karl von Halt   | rzut oszczepem | 41,99 | 22.     |
| Paul Willführ   | rzut oszczepem | 41,05 | 23.     |

Wieloboje
| Zawodnik          | Konkurencje   | Konkurencje                | Wyniki             | Punkty                   | Miejsce                  |
| ----------------- | ------------- | -------------------------- | ------------------ | ------------------------ | ------------------------ |
| Otto Bäurle       | pięciobój     | skok w dal                 | 6,52               | 7                        | 7.                       |
| Otto Bäurle       | pięciobój     | rzut oszczepem             | 34,29              | 22                       | 22.                      |
| Otto Bäurle       | pięciobój     | Bieg na 200 m              | 23,6               | 9                        | 9.                       |
| Otto Bäurle       | pięciobój     | rzut dyskiem               | –                  | –                        | –                        |
| Otto Bäurle       | pięciobój     | Bieg na 1500 m             | –                  | –                        | –                        |
| Otto Bäurle       | pięciobój     | Finał                      |                    | 38                       | 13.                      |
| Karl von Halt     | pięciobój     | skok w dal                 | b.d                | 22                       | 22.                      |
| Karl von Halt     | pięciobój     | rzut oszczepem             | 42,75              | 10                       | 10.                      |
| Karl von Halt     | pięciobój     | Bieg na 200 m              | Nie ukończył biegu | Nie ukończył biegu       | Nie ukończył biegu       |
| Karl von Halt     | pięciobój     | rzut dyskiem               | –                  | –                        | –                        |
| Karl von Halt     | pięciobój     | Bieg na 1500 m             | –                  | –                        | –                        |
| Karl von Halt     | pięciobój     | Finał                      |                    | Nie ukończył konkurencji | Nie ukończył konkurencji |
| Josef Waitzer     | pięciobój     | skok w dal                 | b.d                | 24                       | 24.                      |
| Josef Waitzer     | pięciobój     | rzut oszczepem             | –                  | 26                       | 26.                      |
| Josef Waitzer     | pięciobój     | Bieg na 200 m              | Nie wystartował    | Nie wystartował          | Nie wystartował          |
| Josef Waitzer     | pięciobój     | rzut dyskiem               | –                  | –                        | –                        |
| Josef Waitzer     | pięciobój     | Bieg na 1500 m             | –                  | –                        | –                        |
| Josef Waitzer     | pięciobój     | Finał                      |                    | Nie ukończył konkurencji | Nie ukończył konkurencji |
| Otto Röhr         | dziesięciobój | bieg 100 m                 | 11,3               | 881,0                    | 5.                       |
| Otto Röhr         | dziesięciobój | skok w dal                 | 6,43               | 742,75                   | 7.                       |
| Otto Röhr         | dziesięciobój | pchnięcie kulą             | 9,81               | 501,0                    | 22.                      |
| Otto Röhr         | dziesięciobój | skok wzwyż                 | 1,70               | 720,0                    | 7.                       |
| Otto Röhr         | dziesięciobój | bieg 400 m                 | Nie wystartował    | 0                        | –                        |
| Otto Röhr         | dziesięciobój | bieg na 110 m przez płotki | Nie wystartował    | 0                        | –                        |
| Otto Röhr         | dziesięciobój | rzut dyskiem               | Nie wystartował    | 0                        | –                        |
| Otto Röhr         | dziesięciobój | skok o tyczce              | Nie wystartował    | 0                        | –                        |
| Otto Röhr         | dziesięciobój | rzut oszczepem             | Nie wystartował    | 0                        | –                        |
| Otto Röhr         | dziesięciobój | bieg na 1500 m             | Nie wystartował    | 0                        | –                        |
| Otto Röhr         | dziesięciobój | Finał                      |                    | Nie ukończył konkurencji | Nie ukończył konkurencji |
| Alexander Abraham | dziesięciobój | bieg 100 m                 | 12,0               | 714,4                    | 16.                      |
| Alexander Abraham | dziesięciobój | skok w dal                 | 5,52               | 519,80                   | 28.                      |
| Alexander Abraham | dziesięciobój | pchnięcie kulą             | 11,29              | 649,0                    | 7.                       |
| Alexander Abraham | dziesięciobój | skok wzwyż                 | 1,50               | 440,0                    | 23.                      |
| Alexander Abraham | dziesięciobój | bieg 400 m                 | Nie wystartował    | 0                        | –                        |
| Alexander Abraham | dziesięciobój | bieg na 110 m przez płotki | Nie wystartował    | 0                        | –                        |
| Alexander Abraham | dziesięciobój | rzut dyskiem               | Nie wystartował    | 0                        | –                        |
| Alexander Abraham | dziesięciobój | skok o tyczce              | Nie wystartował    | 0                        | –                        |
| Alexander Abraham | dziesięciobój | rzut oszczepem             | Nie wystartował    | 0                        | –                        |
| Alexander Abraham | dziesięciobój | bieg na 1500 m             | Nie wystartował    | 0                        | –                        |
| Alexander Abraham | dziesięciobój | Finał                      |                    | Nie ukończył konkurencji | Nie ukończył konkurencji |
| Karl von Halt     | dziesięciobój | bieg 100 m                 | 12,1               | 690,6                    | 18.                      |
| Karl von Halt     | dziesięciobój | skok w dal                 | 6,08               | 657,00                   | 15.                      |
| Karl von Halt     | dziesięciobój | pchnięcie kulą             | 11,12              | 632,0                    | 8.                       |
| Karl von Halt     | dziesięciobój | skok wzwyż                 | 1,70               | 720,0                    | 7.                       |
| Karl von Halt     | dziesięciobój | bieg 400 m                 | 54,2               | 781,92                   | 9.                       |
| Karl von Halt     | dziesięciobój | bieg na 110 m przez płotki | 17,7               | 743,5                    | 15.                      |
| Karl von Halt     | dziesięciobój | rzut dyskiem               | 35,46              | 772,00                   | 5.                       |
| Karl von Halt     | dziesięciobój | skok o tyczce              | 2,70               | 454,6                    | 12.                      |
| Karl von Halt     | dziesięciobój | rzut oszczepem             | 39,82              | 587,225                  | 10.                      |
| Karl von Halt     | dziesięciobój | bieg na 1500 m             | 5:02,8             | 643,6                    | 9.                       |
| Karl von Halt     | dziesięciobój | Finał                      |                    | 6682,445                 | 9.                       |

### Pięciobój nowoczesny
| Zawodnik   | Konkurencja   | Strzelanie | Strzelanie | Strzelanie | Pływanie        | Pływanie        | Pływanie        | Szermierka               | Szermierka               | Szermierka               | Jazda konna              | Jazda konna              | Jazda konna              | Bieg przełajowy          | Bieg przełajowy          | Bieg przełajowy          | Suma punktów             | Pozycja                  |
| Zawodnik   | Konkurencja   | Wynik      | M.         | Punkty     | Czas            | M.              | Punkty          | Wygrane                  | M.                       | Punkty                   | Kary                     | M.                       | Punkty                   | Czas                     | M.                       | Punkty                   | Suma punktów             | Pozycja                  |
| ---------- | ------------- | ---------- | ---------- | ---------- | --------------- | --------------- | --------------- | ------------------------ | ------------------------ | ------------------------ | ------------------------ | ------------------------ | ------------------------ | ------------------------ | ------------------------ | ------------------------ | ------------------------ | ------------------------ |
| Carl Pauen | indywidualnie | 102        | 29.        | 29         | Nie wystartował | Nie wystartował | Nie wystartował | Nie ukończył konkurencji | Nie ukończył konkurencji | Nie ukończył konkurencji | Nie ukończył konkurencji | Nie ukończył konkurencji | Nie ukończył konkurencji | Nie ukończył konkurencji | Nie ukończył konkurencji | Nie ukończył konkurencji | Nie ukończył konkurencji | Nie ukończył konkurencji |

### Piłka nożna
Reprezentacja mężczyzn
| - Julius Hirsch - Eugen Kipp - Willi Worpitzky - Adolf Jäger - Karl Wegele - Hermann Bosch - Max Breunig - Georg Krogmann - Ernst Hollstein - Helmut Röpnack - Albert Weber |  | - Adolf Werner - Gottfried Fuchs - Hans Reese - Walter Hempel - Karl Burger - Josef Glaser - Camillo Ugi - Karl Uhle - Fritz Förderer - Emil Oberle - Otto Thiel |

Reprezentacja Niemiec w pierwszej rundzie turnieju olimpijskiego uległa reprezentacji Austrii i odpadła z rywalizacji o medale. W turnieju pocieszania (dla drużyn które odpadały z rywalizacji o medale) reprezentacja Niemiec dotarła do II rundy w której uległa reprezentacji Węgier. Ostatecznie reprezentacja Niemiec zajęła 7. miejsce

#### Pierwsza runda
| 29 czerwca 1912 15:00 | Austria · Johann Studnicka 58' · Leopold Neubauer 62' · Robert Merz 75', 81' · Robert Cimera 89' | 5 : 1(0:1) | Niemcy · 35' Adolf Jäger | Idrottsplats Råsunda, Solna Widzów: 2000 Sędzia: Herbert James Willing |
|                       |                                                                                                  |            |                          |                                                                        |

#### Turniej pocieszenia (dla drużyn, które odpadły)
| 1 lipca 1912 17:00 | Niemcy · Gottfried Fuchs 2', 9', 21', 28', 34' · Gottfried Fuchs 46', 51', 55', 65', 69' · Fritz Förderer 6', 27', 53', 66' · Karl Burger 30' · Emil Oberle 58' | 16 : 0(8:0) | Rosja | Idrottsplats Råsunda, Solna Widzów: 2000 Sędzia: Christiaan Jacobus Groothoff |
|                    | |             |       |                                                                               |

#### II runda turnieju
| 3 lipca 1912 15:00 | Węgry · Imre Schlosser 3', 39', 82' | 3 : 1(2:0) | Niemcy · 56' Fritz Förderer | Idrottsplats Råsunda, Solna Widzów: 2000 Sędzia: Christiaan Jacobus Groothoff |
|                    |                                     |            |                             |                                                                               |

### Pływanie
Mężczyźni
| Konkurencja        | Zawodnik                                             | Eliminacje      | Eliminacje      | Ćwierćfinał   | Ćwierćfinał   | Półfinał              | Półfinał              | Finał                | Finał                |
| Konkurencja        | Zawodnik                                             | Czas            | Miejsce         | Czas          | Miejsce       | Czas                  | Miejsce               | Czas                 | Miejsce              |
| ------------------ | ---------------------------------------------------- | --------------- | --------------- | ------------- | ------------- | --------------------- | --------------------- | -------------------- | -------------------- |
| 100 m dowolnym     | Kurt Bretting                                        | 1:07,0          | 1.              | 1:04,2        | 1.            | 1:04,6                | 1.                    | 1:05,8               | 4.                   |
| 100 m dowolnym     | Walther Binner                                       | b.d             | 4.              | Nie awansował | Nie awansował | Nie awansował         | Nie awansował         | Nie awansował        | Nie awansował        |
| 100 m dowolnym     | Georg Kunisch                                        | b.d             | 5.              | Nie awansował | Nie awansował | Nie awansował         | Nie awansował         | Nie awansował        | Nie awansował        |
| 100 m dowolnym     | Max Ritter                                           | 1:08,0          | 1.              | 1:08,8        | 3.            | Nie awansował         | Nie awansował         | Nie awansował        | Nie awansował        |
| 100 m dowolnym     | Walter Ramme                                         | 1:09,2          | 1.              | 1:07,8        | 2.            | 1:05,6                | 2.                    | 1:06,4               | 5.                   |
| 400 m dowolnym     | Max Ritter                                           | 5:44,6          | 1.              |               |               | Nie stanął na starcie | Nie stanął na starcie | Nie awansował        | Nie awansował        |
| 400 m dowolnym     | Oscar Schiele                                        | 5:57,0          | 3.              |               |               | Nie awansował         | Nie awansował         | Nie awansował        | Nie awansował        |
| 100 m grzbietowym  | Otto Groß                                            | 1:24,0          | 2.              |               |               | 1:26,0                | 1.                    | 1:25,8               | 5.                   |
| 100 m grzbietowym  | Oscar Schiele                                        | Dyskwalifikacja | Dyskwalifikacja |               |               | Nie awansował         | Nie awansował         | Nie awansował        | Nie awansował        |
| 100 m grzbietowym  | Otto Fahr                                            | 1:22,0          | 1.              |               |               | 1:21,8                | 3.                    | 1:22,4               | srebro               |
| 100 m grzbietowym  | Paul Kellner                                         | 1:26,0          | 2.              |               |               | 1:26,2                | 2.                    | 1:24,2               | brąz                 |
| 100 m grzbietowym  | Erich Schultze                                       | 1:27,2          | 2.              |               |               | b.d                   | 5.                    | Nie awansował        | Nie awansował        |
| 200 m klasycznym   | Wilhelm Lützow                                       | 3:07,4          | 1.              |               |               | 3:04,4                | 2.                    | 3:05,0               | srebro               |
| 200 m klasycznym   | Paul Malisch                                         | 3:08,8          | 1.              |               |               | 3:09,6                | 1.                    | 3:08,0               | brąz                 |
| 200 m klasycznym   | Walter Bathe                                         | 3:03,4          | 1.              |               |               | 3:02,2                | 1.                    | 3:01,8               | złoto                |
| 400 m klasycznym   | Paul Malisch                                         | 6:47,0          | 1.              |               |               | 6:47,6                | 2.                    | 6:37,0               | 4.                   |
| 400 m klasycznym   | Wilhelm Lützow                                       | 6:49,8          | 1.              |               |               | 6:44,6                | 1.                    | Nie ukończył wyścigu | Nie ukończył wyścigu |
| 400 m klasycznym   | Walter Bathe                                         | 6:34,6          | 1.              |               |               | 6:32,0                | 1.                    | 6:29,6               | złoto                |
| 4 × 200 m dowolnym | Oscar Schiele Georg Kunisch Kurt Bretting Max Ritter | 10:42,2         | 2.              |               |               |                       |                       | 10:37,0              | 4.                   |

Kobiety
| Konkurencja        | Zawodnik                                                 | Eliminacje | Eliminacje | Półfinał       | Półfinał       | Finał          | Finał          |
| Konkurencja        | Zawodnik                                                 | Czas       | Miejsce    | Czas           | Miejsce        | Czas           | Miejsce        |
| ------------------ | -------------------------------------------------------- | ---------- | ---------- | -------------- | -------------- | -------------- | -------------- |
| 100 m dowolnym     | Louise Otto                                              | 1:34,4     | 2.         | 1:32,0         | 6.             | Nie awansowała | Nie awansowała |
| 100 m dowolnym     | Hermine Stindt                                           | 1:29,2     | 3.         | Nie awansowała | Nie awansowała | Nie awansowała | Nie awansowała |
| 100 m dowolnym     | Wally Dressel                                            | 1:28,6     | 3.         | 1:34,4         | 4.             | Nie awansowała | Nie awansowała |
| 100 m dowolnym     | Grete Rosenberg                                          | 1:25,0     | 1.         | 1:29,2         | 3.             | 1:27,2         | 4.             |
| 4 × 100 m dowolnym | Wally Dressel Louise Otto Hermine Stindt Grete Rosenberg |            |            |                |                | 6:04,6         | srebro         |

### Skoki do wody
| Konkurencja              | Zawodnik      | Eliminacje | Eliminacje | Półfinał | Półfinał | Finał                    | Finał                    |
| Konkurencja              | Zawodnik      | Wynik      | Pozycja    | Wynik    | Pozycja  | Wynik                    | Pozycja                  |
| ------------------------ | ------------- | ---------- | ---------- | -------- | -------- | ------------------------ | ------------------------ |
| wieża 10 m               | Kurt Behrens  | 80,14      | 1.         |          |          | 73,73                    | brąz                     |
| wieża 10 m               | Paul Günther  | 78,14      | 2.         |          |          | 79,23                    | złoto                    |
| wieża 10 m               | Albert Zürner | 74,64      | 2.         |          |          | 73,33                    | 4.                       |
| wieża 10 m               | Hans Luber    | 77,50      | 1.         |          |          | 76,78                    | srebro                   |
| trampolina 3m            | Paul Günther  | 36,1       | 1.         |          |          | Nie ukończył konkurencji | Nie ukończył konkurencji |
| trampolina 3m            | Hans Luber    | 36,2       | 6.         |          |          | Nie awansował            | Nie awansował            |
| trampolina 3m            | Kurt Behrens  | 35,1       | 7.         |          |          | Nie awansował            | Nie awansował            |
| trampolina 3m            | Albert Zürner | 31,7       | 6.         |          |          | Nie awansował            | Nie awansował            |
| skoki standard i dowolne | Albert Zürner | 65,04      | 2.         |          |          | 72,60                    | srebro                   |
| skoki standard i dowolne | Hans Luber    | 61,66      | 3.         |          |          | Nie awansował            | Nie awansował            |
| skoki standard i dowolne | Kurt Behrens  | 58,35      | 8.         |          |          | Nie awansował            | Nie awansował            |
| skoki standard i dowolne | Paul Günther  | 36,1       | 1.         |          |          | Nie stanął na starcie    | Nie stanął na starcie    |

### Strzelectwo
| Konkurencja                         | Zawodnik | Finał | Finał   |
| Konkurencja                         | Zawodnik | Wynik | Pozycja |
| ----------------------------------- | --- | ----- | ------- |
| runda pojedyncza – sylwetka jelenia | Erland Koch | 33    | 13.     |
| runda pojedyncza – sylwetka jelenia | Albert Preuß | 28    | 21.     |
| runda pojedyncza – sylwetka jelenia | Horst Goeldel-Bronikoven | 27    | 24.     |
| runda podwójna – sylwetka jelenia   | Erland Koch | 47    | 17.     |
| runda podwójna – sylwetka jelenia   | Albert Preuß | 47    | 17.     |
| pistolet pojedynkowy 30 m           | Georg Meyer | 207   | 39.     |
| pistolet dowolny indywidualnie      | Gerhard Bock | 395   | 44.     |
| pistolet dowolny indywidualnie      | Heinrich Hoffmann | 189   | 54      |
| pistolet pojedynkowy drużynowo      | Benno Wandolleck Gerhard Bock Georg Meyer Heinrich Hoffmann                                                                              | 890   | 7.      |
| trap indywidualnie                  | Alfred Goeldel-Bronikoven | 94    | srebro  |
| trap indywidualnie                  | Albert Preuß | 88    | 4.      |
| trap indywidualnie                  | Franz von Zedlitz und Leipe | 88    | 4.      |
| trap indywidualnie                  | Erland Koch | 86    | 12.     |
| trap indywidualnie                  | Horst Goeldel-Bronikoven | 86    | 12.     |
| trap indywidualnie                  | Erich von Bernstorff-Gyldensteen | 84    | 17.     |
| trap indywidualnie                  | Hans Lüttich | 77    | 25.     |
| trap drużynowo                      | Franz von Zedlitz und Leipe Horst Goeldel-Bronikoven Erich von Bernstorff-Gyldensteen Erland Koch Albert Preuß Alfred Goeldel-Bronikoven | 510   | brąz    |

### Szermierka
| Konkurencja          | Zawodnik | 1 runda | 1 runda | 2 runda                                                                                           | 2 runda       | Półfinały                                                                  | Półfinały            | Finał          | Finał          | Pozycja       |
| Konkurencja          | Zawodnik | Przeciwnik | Wynik   | Przeciwnik                                                                                        | Wynik         | Przeciwnik                                                                 | Wynik                | Przeciwnik     | Wynik          | Pozycja       |
| -------------------- | --- | --- | ------- | ------------------------------------------------------------------------------------------------- | ------------- | -------------------------------------------------------------------------- | -------------------- | -------------- | -------------- | ------------- |
| szpada indywidualnie | Julius Lichtenfels | Henrik de Iongh Ejnar Levison Sotirios Notaris Victor Willems Åke Grönhagen Gordon Alexander Pawieł Guworski  |         | Nie awansował                                                                                     | Nie awansował | Nie awansował                                                              | Nie awansował        | Nie awansował  | Nie awansował  | Nie awansował |
| szpada indywidualnie | Friedrich Schwarz | Paul Anspach Petros Manos Jens Berthelsen Knut Enell Aleksandr Sołdatienkow A.M. Hassanein                    |         | Nie awansował                                                                                     | Nie awansował | Nie awansował                                                              | Nie awansował        | Nie awansował  | Nie awansował  | Nie awansował |
| szpada indywidualnie | Heinrich Schrader | Robert Montgomerie František Kříž Fernand de Montigny Marc Larimer Harald Platou                              | P P     | Nie awansował                                                                                     | Nie awansował | Nie awansował                                                              | Nie awansował        | Nie awansował  | Nie awansował  | Nie awansował |
| szpada indywidualnie | Hans Thomson | Jan de Beaufort Louis Sparre Gaston Salmon Percival Davson Josef Pfeiffer John MacLaughlin                    |         | František Kříž Edgar Amphlett Ejnar Levison Jacques Ochs Lars Aas                                 |               | Nie awansował                                                              | Nie awansował        | Nie awansował  | Nie awansował  | Nie awansował |
| szpada indywidualnie | Hermann Plaskuda | Gustaf Lindblom Adrianus de Jong Jeorjos Wersis Sydney Martineau Marcel Berré John Gignoux Hans Olsen         |         | Nie awansował                                                                                     | Nie awansował | Nie awansował                                                              | Nie awansował        | Nie awansował  | Nie awansował  | Nie awansował |
| szpada indywidualnie | Emil Schön | Georg Branting Trifon Triandafilakos Willem van Blijenburgh Oluf Berntsen John Blake Béla Békessy James Moore |         | Einar Sörensen Gerald Ames Petros Manos George Breed Sigurd Mathiesen                             |               | Nie awansował                                                              | Nie awansował        | Nie awansował  | Nie awansował  | Nie awansował |
| szpada indywidualnie | Walther Meienreis | Jeorjos Petropulos Gerald Ames Karel Goppold Lauritz Østrup Willem Molijn                                     | P W     | Nie awansował                                                                                     | Nie awansował | Nie awansował                                                              | Nie awansował        | Nie awansował  | Nie awansował  | Nie awansował |
| floret indywidualnie | Johannes Adam | Marcel Berré Marc Larimer Edgar Amphlett Fieliks Leparski                                                     |         | Nie awansował                                                                                     | Nie awansował | Nie awansował                                                              | Nie awansował        | Nie awansował  | Nie awansował  | Nie awansował |
| floret indywidualnie | Julius Thomson | Nedo Nadi Zoltán Schenker Scott Breckinridge Miloš Klika Walter Gates Percival Davson                         | P       | Nie awansował                                                                                     | Nie awansował | Nie awansował                                                              | Nie awansował        | Nie awansował  | Nie awansował  | Nie awansował |
| floret indywidualnie | Julius Lichtenfels | Arthur Fagan Jens Berthelsen Graeme Hammond Gaston Salmon Gustaf Armgarth Władimir Kajzer                     |         | Zoltán Schenker Nedo Nadi Gordon Alexander Marc Larimer Léon Tom                                  |               | Pietro Speciale Robert Montgomerie Péter Tóth Henri Anspach Béla Zulawszky |                      | Nie awansował  | Nie awansował  | Nie awansował |
| floret indywidualnie | Adolf Davids | Harold Rayner Béla Zulawszky Nils Grönvall Władimir Samojłow                                                  | P W     | Edoardo Alaimo Béla Békessy Sherman Hall Axel Jöhncke Fernand de Montigny                         |               | Nie awansował                                                              | Nie awansował        | Nie awansował  | Nie awansował  | Nie awansował |
| floret indywidualnie | Wilhelm Löffler | Béla Békessy Edgar Seligman Josef Javůrek Franz Dereani John Gignoux                                          |         | Ivan Osiier Péter Tóth Victor Willems Sotirios Notaris Harold Rayner                              |               | Nie awansował                                                              | Nie awansował        | Nie awansował  | Nie awansował  | Nie awansował |
| floret indywidualnie | Hermann Plaskuda | Ejnar Levison Pál Pajzs Josef Puhm William Bowman Zdeněk Vávra                                                |         | Robert Hennet Robert Montgomerie Richard Verderber Vilém Goppold Jr. Lauritz Østrup               |               | Nie awansował                                                              | Nie awansował        | Nie awansował  | Nie awansował  | Nie awansował |
| floret indywidualnie | Albert Naumann | Edoardo Alaimo Péter Tóth Vilém Goppold Jr. Alfred Sauer Władimir Sarnawski                                   |         | Nie awansował                                                                                     | Nie awansował | Nie awansował                                                              | Nie awansował        | Nie awansował  | Nie awansował  | Nie awansował |
| floret indywidualnie | Heinrich Ziegler | László Berti Jacques Ochs Lauritz Østrup Rudolf Cvetko František Kříž                                         |         | Nie awansował                                                                                     | Nie awansował | Nie awansował                                                              | Nie awansował        | Nie awansował  | Nie awansował  | Nie awansował |
| floret indywidualnie | Emil Schön | Fernando Cavallini Robert Hennet George Breed Leonid Griniow Gunnar Böös                                      |         | László Berti Paul Anspach Bjarne Eriksen Ejnar Levison Jacques Ochs                               |               | Nedo Nadi Béla Békessy Paul Anspach Ivan Osiier Edgar Amphlett             |                      | Nie awansował  | Nie awansował  | Nie awansował |
| szabla indywidualnie | Hans Thomson | Karl Münich Jens Berthelsen Boris Niepokupnoj                                                                 | P W     | Zoltán Schenker Apołłon Hüber von Greifenfels Charles Van Der Byl Edward Brookfield Franz Dereani |               | Nie awansował                                                              | Nie awansował        | Nie awansował  | Nie awansował  | Nie awansował |
| szabla indywidualnie | Georg Stöhr | Nikołaj Kuzniecow Ervin Mészáros                                                                              |         | László Berti Bertalan Dunay Władimir Andriejew Giovanni Benfratello Ejnar Levison                 |               | Nie awansował                                                              | Nie awansował        | Nie awansował  | Nie awansował  | Nie awansował |
| szabla indywidualnie | Julius Lichtenfels | Béla Zulawszky Władimir Andriejew Friedrich Golling Helge Werner                                              |         | Péter Tóth Carl Personne Francesco Pietrasanta Alfred Ridley-Martin Albertson Van Zo Post         |               | Nie stanął na stacie                                                       | Nie stanął na stacie | Nie awansował  | Nie awansował  | Nie awansował |
| szabla indywidualnie | Friedrich Schwarz | Zoltán Schenker Harry Butterworth Pawieł Fiłatow                                                              |         | Ervin Mészáros William Marsh Ernst zu Hohenlohe Edoardo Alaimo Władimir Danicz                    | P W -' -      | Béla Békessy Nedo Nadi Béla Zulawszky Bertalan Dunay Anatolij Timofiejew   | P -                  | Nie awansował  | Nie awansował  | Nie awansował |
| szabla drużynowo     | Friedrich Schwarz Fritz Jack Johannes Adam Georg Stöhr Walther Meienreis Hermann Plaskuda Jakob Erckrath de Bary Emil Schön Julius Lichtenfels | Wielka Brytania · Szwecja                                                                                     |         |                                                                                                   |               | Węgry · Cesarstwo Austrii · Włochy                                         | P                    | Nie awansował  | Nie awansował  | Nie awansował |
| szpada drużynowo     | Friedrich Schwarz Hermann Plaskuda Emil Schön Heinrich Ziegler                                                                                 | Holandia | –       |                                                                                                   |               | Szwecja · Belgia · Grecja                                                  | P                    | Nie awansowali | Nie awansowali | 7.            |

### Tenis ziemny
| Konkurencja | Zawodnik                            | Eliminacje                             | 1 runda                                              | 2 runda                                                    | 3 runda                                              | Ćwierćfinały                                                  | Półfinały                                         | Finał Mecz o brązowy medal                    | Miejsce |
| Konkurencja | Zawodnik                            | Przeciwnik Wynik                       | Przeciwnik Wynik                                     | Przeciwnik Wynik                                           | Przeciwnik Wynik                                     | Przeciwnik Wynik                                              | Przeciwnik Wynik                                  | Przeciwnik Wynik                              | Miejsce |
| ----------- | ----------------------------------- | -------------------------------------- | ---------------------------------------------------- | ---------------------------------------------------------- | ---------------------------------------------------- | ------------------------------------------------------------- | ------------------------------------------------- | --------------------------------------------- | ------- |
| Singiel (m) | Otto Lindpainter                    | Fritz Felix Piepes P 0:3 (2:6,3:6,3:6) | Nie awansował                                        | Nie awansował                                              | Nie awansował                                        | Nie awansował                                                 | Nie awansował                                     | Nie awansował                                 | 48.     |
| Singiel (m) | Robert Spies                        |                                        | Jaroslav Just W 3:2 (2:6,6:3,3:6,6:3,6:1)            | Heinrich Schomburgk P 0:3 (6:8,1:6,1:4 krecz)              | Nie awansował                                        | Nie awansował                                                 | Nie awansował                                     | Nie awansował                                 | 17.     |
| Singiel (m) | Heinrich Schomburgk                 |                                        |                                                      | Robert Spies W 3:0 (8:6,6:1,4:1 krecz)                     | Harold Kitson P 0:3 (2:6,2:6,3:6)                    | Nie awansował                                                 | Nie awansował                                     | Nie awansował                                 | 9.      |
| Singiel (m) | Oscar Kreuzer                       |                                        | Herman Bjørklund W 3:0 (6:0,6:0,6:1)                 | wolny los                                                  | Michaił Sumarokow-Elston W 3:1 (6:2,10:12,6:4,6:0)   | Arthur Zborzil W 3:0 (6:4,6:3,6:2)                            | Charles Winslow P 0:3 (7:9,5:7,2:6)               | Ladislav Žemla W 3:1 (6:2,3:6,6:3,6:1)        | brąz    |
| Singiel (m) | Luis Maria Heyden                   |                                        | Édouard Mény de Marangue W 3:2 (7:9,4:6,6:2,7:5,6:1) | Aurél von Kelemen W 3:1 (6:3,4:6,7:5,7:5)                  | Theodore Pell W 3:1 (2:6,7:5,8:6,7:5)                | Charles Winslow P 2:3 (2:6,4:6,10:8,6:4,3:6)                  | Nie awansował                                     | Nie awansował                                 | 5       |
| Singiel (m) | Otto von Müller                     |                                        | Ove Frederiksen W 3:0 (6:2,6:1,6:4)                  | Jenő von Zsigmondy W 3:0 (6:1,6:2,6:0)                     | Béla von Kehrling W 3:0 (6:2,6:1,6:1)                | Ladislav Žemla P 0:3 (4:6,5:7,4:6)                            | Nie awansował                                     | Nie awansował                                 | 5.      |
| debel (m)   | Robert Spies Luis Maria Heyden      |                                        |                                                      | Frans Möller Thorsten Grönfors W 3:2 (3:6,6:4,6:2,4:6,6:1) | Ernst Frigast Ove Frederiksen W 3:0 (6:2,7:5,6:3)    | Ladislav Žemla Jaroslav Just P 0:3 (0:6,6:8,4:6)              | Nie awansowali                                    | Nie awansowali                                | 5.      |
| debel (m)   | Heinrich Schomburgk Otto von Müller |                                        |                                                      |                                                            | Leó von Baráth Aurél von Kelemen W 3:0 (6:0,6:0,6:2) | Albert Canet Édouard Mény de Marangue P 1:3 (8:6,3:6,2:6,3:6) | Nie awansowali                                    | Nie awansowali                                | 9.      |
| singiel (k) | Dorothea Köring                     |                                        |                                                      |                                                            | Sigrid Fick W 2:0 (7:5,6:3)                          | wolny los                                                     | Edith Arnheim W 2:0 (6:4,6:3)                     | Marguerite Broquedis P 1:2 (6:4,3:6,4:6)      | srebro  |
| mikst       | Dorothea Köring Heinrich Schomburgk |                                        |                                                      |                                                            |                                                      | wolny los                                                     | Marguerite Broquedis Albert Canet W 2:0 (6:2,6:3) | Sigrid Fick Gunnar Setterwall W 2:0 (6:4,6:2) | złoto   |

### Wioślarstwo
| Konkurencja | Zawodnik | Runda 1 | Runda 1 | Ćwierćfinał   | Ćwierćfinał   | Półfinał       | Półfinał       | Finał          | Finał          | Pozycja        |
| Konkurencja | Zawodnik | Czas    | M.      | Czas          | M.            | Czas           | M.             | Czas           | M.             | Pozycja        |
| ----------- | --- | ------- | ------- | ------------- | ------------- | -------------- | -------------- | -------------- | -------------- | -------------- |
| M1x         | Martin Stahnke | 8:28,8  | 1.      | 7:58,8        | 2.            | Nie awansował  | Nie awansował  | Nie awansował  | Nie awansował  | Nie awansował  |
| M1x         | Kurt Hoffmann | 7:46,9  | 2.      | Nie awansował | Nie awansował | Nie awansował  | Nie awansował  | Nie awansował  | Nie awansował  | Nie awansował  |
| M4+         | Albert Arnheiter Hermann Wilker Rudolf Fickeisen Otto Fickeisen Otto Maier                                                                          | 7:06,6  | 1.      | 7:14,4        | 1.            | 7:41,0         | 1.             | 6:59,4         | 1.             | złoto          |
| M8+         | Otto Liebing Max Bröske Max Vetter Willi Bartholomae Fritz Bartholomae Werner Dehn Rudolf Reichelt Hans Matthiae Kurt Runge                         | 6:32,0  | 1.      | 6:22,0        | 1.            | 6:18,6         | 2.             | Nie awansowali | Nie awansowali | brąz           |
| M8+         | Carl Eichhorn Ludwig Weihnacht Richard Friesicke Andreas Wegener Fritz Eggebrecht Heinrich Landrock Egbert Reinsfeld Gottfried Gelfort Otto Charlet | 6:45,0  | 1.      | b.d           | 2.            | Nie awansowali | Nie awansowali | Nie awansowali | Nie awansowali | Nie awansowali |

### Zapasy
| Konkurencja                   | Zawodnik          | Runda 1             | Runda 2               | Runda 3           | Runda 4            | Runda 5             | Runda 6               | Runda 7          | Finał                           | Miejsce       |
| Konkurencja                   | Zawodnik          | Przeciwnik Wynik    | Przeciwnik Wynik      | Przeciwnik Wynik  | Przeciwnik Wynik   | Przeciwnik Wynik    | Przeciwnik Wynik      | Przeciwnik Wynik | Przeciwnik Wynik                | Miejsce       |
| ----------------------------- | ----------------- | ------------------- | --------------------- | ----------------- | ------------------ | ------------------- | --------------------- | ---------------- | ------------------------------- | ------------- |
| styl klasyczny waga piórkowa  | Konrad Stein      | Harry Larsson p     | Aleksandr Akondinow p | Nie awansował     | Nie awansował      | Nie awansował       | Nie awansował         | Nie awansował    | Nie awansował                   | Nie awansował |
| styl klasyczny waga piórkowa  | Georg Andersen    | Hugo Johansson p    | József Pongrácz p     | Nie awansował     | Nie awansował      | Nie awansował       | Nie awansował         | Nie awansował    | Nie awansował                   | Nie awansował |
| styl klasyczny waga piórkowa  | Georg Gerstäcker  | András Szoszky W    | Risto Mustonen W      | Hugo Johansson W  | Lauri Haapanen W   | Karl Kangas p       | Hjalmar Lehmusvirta W | Kalle Leivonen W | Otto Lasanen W Kaarlo Koskelo P | srebro        |
| styl klasyczny waga lekka     | Ludwig Sauerhöfer | Johan Nilsson p     | Martin Jonsson W      | József Sándor W   | Herbrand Lofthus p | Nie awansował       | Nie awansował         | Nie awansował    | Nie awansował                   | Nie awansował |
| styl klasyczny waga lekka     | Andreas Dumrauf   | Edvin Mattiasson p  | Herbrand Lofthus p    | Nie awansował     | Nie awansował      | Nie awansował       | Nie awansował         | Nie awansował    | Nie awansował                   | Nie awansował |
| styl klasyczny waga lekka     | Bruno Heckel      | Carl Lund p         | Hugo Björklund W      | Tuomas Pukkila W  | Aatami Tanttu W    | David Kolehmainen p | Nie awansował         | Nie awansował    | Nie awansował                   | Nie awansował |
| styl klasyczny waga średnia   | Adolf Kurz        | Anders Andersen W   | Karl Åberg p          | Mikko Holm p      | Nie awansował      | Nie awansował       | Nie awansował         | Nie awansował    | Nie awansował                   | Nie awansował |
| styl klasyczny waga średnia   | Joseph Merkle     | Mikko Holm W        | wolny los             | Karl Åberg W      | Martin Klein p     | Nie awansował       | Nie awansował         | Nie awansował    | Nie awansował                   | Nie awansował |
| styl klasyczny waga średnia   | Willi Steputat    | Karl Åberg p        | wolny los             | Andrea Gargano p  | Nie awansował      | Nie awansował       | Nie awansował         | Nie awansował    | Nie awansował                   | Nie awansował |
| styl klasyczny waga półciężka | Karl Groß         | Anders Rajala p     | Ivar Böhling p        | Nie awansował     | Nie awansował      | Nie awansował       | Nie awansował         | Nie awansował    | Nie awansował                   | Nie awansował |
| styl klasyczny waga półciężka | Peter Öhler       | Otto Nagel W        | Oskar Kumpu W         | Ivar Böhling p    | Johannes Eriksen p | Nie awansował       | Nie awansował         | Nie awansował    | Nie awansował                   | Nie awansował |
| styl klasyczny waga półciężka | Fritz Lange       | Knut Lindberg p     | Johann Trestler W     | Johan Andersson W | Oscar Wiklund W    | wolny los           | Ivar Böhling p        | Nie awansował    | Nie awansował                   | Nie awansował |
| styl klasyczny waga ciężka    | Jean Hauptmanns   | Kalle Viljamaa p    | Yrjö Saarela p        | Nie awansował     | Nie awansował      | Nie awansował       | Nie awansował         | Nie awansował    | Nie awansował                   | Nie awansował |
| styl klasyczny waga ciężka    | Jakob Neser       | Nikolajs Fārnasts W | Barend Bonneveld W    | Johan Olin p      | Adolf Lindfors W   | Kalle Viljaama W    | Yrjö Saarela p        | Nie awansował    | Nie awansował                   | 4.            |